# Коритиня
45°31′ пн. ш. 15°44′ сх. д. / 45.52° пн. ш. 15.73° сх. д.
Коритиня (хорв. Koritinja) — населений пункт у Хорватії, у Карловацькій жупанії у складі міста Карловаць.

## Населення
Населення за даними перепису 2011 року становило 113 осіб.
Динаміка чисельності населення поселення: